# Буслова, Галина Семёновна
Гали́на Семёновна Бу́слова (род. 10 мая 1946, посёлок Апрелевка) — российский государственный и политический деятель.

## Политическая карьера
Председатель Совета народных депутатов Амурской области с 12 апреля 2001 по 19 декабря 2001 года.
Член Совета Федерации от законодательного органа
государственной власти Амурской области с 14 декабря 2001 по 19 сентября 2007 года.
17 сентября 2007 года Совет народных депутатов Амурской области избрал новым представителем законодательного органа государственной власти региона в Совете Федерации Амира Галлямова, и 19 сентября он был утверждён постановлением Совета Федерации (с 11 июля 2007 года Галлямов представлял в верхней палате парламента администрацию области ввиду отставки Игоря Рогачёва, но 19 сентября СФ отменил своё постановление от 11 июля 2007 года, тем самым оставив Рогачёва в прежней должности).